# 第73回NHK紅白歌合戰
第73回NHK紅白歌合戰（日语：第73回NHK紅白歌合戦）於日本時間2022年12月31日下午7時20分至11時45分在日本東京的NHK大廳以现場直播的方式舉行。

## 播出概要
如未特別說明，以下日期皆為2022年。
- 去年因進行擴建及防震施工所影響，而暫停使用的NHK大廳，隨工程於2022年7月完竣，本年度重新被選為當日演出的場地。
- 9月1日，NHK會長前田晃伸（日语：前田晃伸）在例行記者會上宣佈消息[1]。
- 10月6日，公佈演出日期及時間，同時開始接受觀眾入場申請至10月20日止[2]。對比去年，當日的開場時間將會提早了10分鐘。
- 10月10日，公佈當晚主持人及本年度主題[3][4]。主持人共有四位，兩位男主持分別是連續第三年入選的演員大泉洋、以及以「特別導覽」名義參與的組合「嵐」的成員櫻井翔，櫻井亦是第三度擔任主持；女主持方面，從未於NHK戲劇中出演過的演員橋本環奈首度擔任主持人[5]，而NHK播報員桑子真帆亦第四度擔任此職務[6]。本年度主題採用了「LOVE & PEACE － 大家一起分享！ －」（LOVE & PEACE－みんなでシェア!－），希望藉着2022年的結束之時，以歌曲宣揚「和平的珍貴」和「充滿希望的愛」的信息。
- 11月16日的日本時間下午5時，於NHK廣播電視中心舉辦記者會公佈出場歌手名單，該名單同時在NHK網站上發布，記者會也首次在NHK紅白官方網站上實時轉播。本屆紅白共有10組歌手首次出場，包括紅組的IVE、美音、Aimer、绿黄色社会、LE SSERAFIM、以及白組的Saucy Dog、JO1、浪花男子、Vaundy和BE：FIRST。同日亦宣布冰川清志將以特別企劃的方式出場。
- 12月5日，追加公佈藤井風將以白組歌手身份出場。
- 12月7日，追加公布松任谷由實以特別企劃的方式出場，並採用AI技術，塑造松任在出道時以「荒井由實」名義的形象作互動演出。
- 12月8日，追加公布加山雄三以特別企劃的方式出場；他亦以85歲的高齡，打破了美輪明宏於2015年出場時的80歲，成為紅白出場年齡最高的歌手。
- 12月10日，率先公布NiziU的演唱曲目為《CLAP CLAP》，並且為了特別配合紅白舞台當日所特別設計的「Clap Dance」，開放招募觀眾投稿影片並預定將在表演當天使用。
- 12月12日，公佈幾田莉拉（即音樂組合YOASOBI成員ikura）將以嘉賓身份，與milet、Aimer及Vaundy於紅組出場，當日演唱曲目為《面影》(おもかげ）。Vaundy更是當日同時代表紅組和白組出場的歌手；也公佈了MISIA將會預先錄製為東京迪士尼樂園當晚「Nighttime entertainment」用的影片。
- 12月14日，追加公佈三人樂隊組合back number以特別企劃的方式首度出場。
- 12月16日，公佈搞笑組合鴕鳥俱樂部及搞笑藝人有吉弘行將為純烈作特別嘉賓出演。
- 12月17日，公佈二人組合朱古力星球（日语：チョコレートプラネット）及NHK東京播報室的杉浦友紀將擔任特別副聲道旁述。
- 12月18日，公佈以桑田佳祐為首，配以佐野元春、世良公則、Char（日语：Char）（竹中尚人）及野口五郎的五人樂隊組合將以特別企劃出場。
- 12月19日，公佈四人樂隊組合The Last Rockstars將以特別企劃出場。
- 12月20日，公佈本屆開場曲將由東京斯卡樂園管絃樂團演奏，也是樂隊首次於紅白現場出場演奏。
- 12月21日，公佈審查員名單及投票方式。本次紅白的審查方法延續去年，為電視觀眾、現場觀眾、現場審查員三方各自計票，對決全部結束後，每一方的勝出者獲得1分（共3分），總分獲得2分即贏得本次紅白的勝利。
- 12月22日，公佈所有演出者的曲目，以及部份共演嘉賓。又宣佈剛代表出戰卡塔爾世界盃的足球員長友佑都將擔任表演嘉賓，與主持大泉洋共演。

- 公佈三山宏將於演唱其歌曲「追夢的人」時，第6度進行連續完成劍玉「大皿」人數最多的健力士世界紀錄挑戰，是次將安排127人完成，比去年多1人。
- 石川小百合將第13次演唱《越過天城》，成為紅白史上演唱次數最多的曲目。

- 12月23日，公佈追加樂隊組合安全地帶於相隔37年後以特別企劃二度出場，亦作為對剛於12月17日辭世的成員田中裕二（日语：田中裕二 (ミュージシャン)）致敬。
- 12月26日，公佈曲順。本屆雙方壓軸歌手與前兩回相同，白組繼續由福山雅治擔任（連續三次），也是他首次擔任總壓軸；紅組壓軸則仍為MISIA（連續四屆紅組壓軸）。亦公佈第二批共演嘉賓，當中搞笑藝人及YouTuber Robert秋山（日语：秋山竜次）（秋山龍次）將於節目進行期間出場。
- 12月27日，公佈於大河劇《鎌倉殿的13人》飾演北條義時的主人翁小栗旬將以特別嘉賓出場。
- 12月31日，節目順利播出。

- 本屆改先演唱《螢之光》後才發表結果。
- 最終白組以2比1獲得優勝。紅組於審查員中以7:3獲得1分；白組於現場觀眾以821:1,561、及於電視觀眾中以1,586,214:2,685,356佔優而獲得2分。
- 三山宏進行了連續127人完成劍玉「大皿」人數最多的健力士世界紀錄挑戰，最終成功，亦是連續三年挑戰成功。

## 主持人
- 大泉洋（劇團TEAM NACS（日语：TEAM NACS）成員、NHK綜合台《SONGS》主持人）
- 橋本環奈（演員）
- 櫻井翔（男子組合嵐成員）
- 桑子真帆（NHK東京播報室播報員，NHK綜合頻道及NHK World Premium《今日焦點》主持人）

## 出場歌手
初次登场／  重返红白／  特别企划
| 紅組 | 紅組                        | 紅組      | 紅組                              | 白組      | 白組             | 白組      | 白組                                  |
| 出場 順序 | 歌手或團體名                | 登場 次數 | 歌曲                              | 出場 順序 | 歌手或團體名     | 登場 次數 | 歌曲                                  |
| 前半 | 前半                        | 前半      | 前半                              | 前半      | 前半             | 前半      | 前半                                  |
| --- | --------------------------- | --------- | --------------------------------- | --------- | ---------------- | --------- | ------------------------------------- |
| 2 | 天童芳美                    | 27        | 拉網節日小調                      | 1         | SixTONES         | 3         | Good Luck!                            |
| 3 | 綠黄色社會                  | 初        | Mela!                             | 4         | 鄉裕美           | 35        | GO!GO!50周年!!SP雜錦曲                |
| 6 | 水森香織                    | 20        | 九十九里濱～紅白解謎 special      | 5         | 浪花男子         | 初        | 初心LOVE                              |
| 7 | LE SSERAFIM                 | 初        | FEARLESS（日語版本）              | 8         | Saucy Dog        | 初        | Cinderella Boy                        |
| 10 | 日向坂46                    | 4         | 狐狸                              | 9         | 山內惠介         | 8         | 戀愛街角～狐舞Remix                   |
| 12 | milet                       | 3         | Fly High                          | 11        | JO1              | 初        | 無限大                                |
| 13 | NiziU                       | 3         | CLAP CLAP                         | 14        | 鈴木雅之         | 5         | 不對，不是這樣的                      |
| 16 | SEKAI NO OWARI              | 6         | Habit                             | 15        | BE：FIRST        | 初        | Shining One                           |
| 18 | IVE                         | 初        | ELEVEN（日語版本）                | 17        | 三浦大知         | 4         | 燦燦                                  |
| 20 | Perfume                     | 15        | 紅白雜錦2022                      | 19        | Snow Man         | 2         | Brother Beat～紅白大家一同驚訝        |
| 特別企劃 / The Last Rockstars（初） - THE LAST ROCKSTARS |                             |           |                                   |           |                  |           |                                       |
| 21 | Aimer                       | 初        | 殘響散歌                          |           |                  |           |                                       |
| 22 | 坂本冬美                    | 34        | 節日曼波~東京斯卡樂園管絃樂團版本 |           |                  |           |                                       |
| 後半 |                             |           |                                   |           |                  |           |                                       |
| 23 | 美音                        | 初        | 新時代                            | 24        | King Gnu         | 2         | Stardom                               |
| 26 | TWICE                       | 4         | Celebrate                         | 25        | 三山宏           | 8         | 追夢的人～向着第6回劍玉世界紀錄的道路 |
| 特別企劃 / Disney Special Medley 向星星許願（星に願いを）- 大泉洋、橋木環奈 Jamboree Mickey!（）- 櫻井翔、IVE、Snow Man、BE:FIRST、日向坂46 你的願望將照亮世界（君の願いが世界を輝かす）- MISIA |                             |           |                                   |           |                  |           |                                       |
| 28 | milet×Aimer×幾田莉拉×Vaundy | -         | 面影                              | 27        | Vaundy           | 初        | 怪獸的花歌                            |
| |                             |           |                                   | 29        | 純烈             | 5         | 求婚～像白雲一樣                      |
| 特別企劃 / back number（初） - I Love You |                             |           |                                   |           |                  |           |                                       |
| 30 | 乃木坂46                    | 8         | 赤腳Summer                        |           |                  |           |                                       |
| 31 | 工藤靜香                    | 9         | 35周年SP雜錦曲                    | 32        | King & Prince    | 5         | ichiban                               |
| 34 | 愛繆                        | 4         | Heart～你不聽搖滾                 | 33        | Official髭男dism | 3         | Subtitle                              |
| 特別企劃 / 加山雄三（18） - 海 那份愛 |                             |           |                                   |           |                  |           |                                       |
| 35 | Superfly                    | 6         | Beautiful                         | 36        | 藤井風           | 2         | 死亡或者更好                          |
| 37 | 篠原涼子                    | 2         | 愛戀 心痛 堅強 2023               | 38        | 柚子             | 12        | 夏色                                  |
| |                             |           |                                   | 39        | 關西傑尼斯8      | 11        | T.W.L.                                |
| 40 | 星野源                      | 8         | 喜劇                              |           |                  |           |                                       |
| 特別企劃 / 冰川清志（23） - 極限突破×倖存者 |                             |           |                                   |           |                  |           |                                       |
| 特別企劃 / 松任谷由實（6） - Call me back |                             |           |                                   |           |                  |           |                                       |
| |                             |           |                                   | 41        | KinKi Kids       | 2         | 25周年雜錦曲                          |
| 特別企劃 / 安全地帶（2） - 從我愛你開始吧 |                             |           |                                   |           |                  |           |                                       |
| 42 | 石川小百合                  | 45        | 越過天城                          |           |                  |           |                                       |
| 特別企劃 / 桑田佳祐 feature 佐野元春、世良公則、Char（竹中尚人）及野口五郎（- ） - 過時的搖滾樂隊                                                               |                             |           |                                   |           |                  |           |                                       |
| 43 | MISIA                       | 7         | 希望之歌                          | 44        | 福山雅治         | 15        | 櫻坂                                  |

脚注
1. ↑  成員高地優吾、松村北斗過去曾作為NYC boys的成員出場，森本慎太郎曾作為Prince Snow合唱團的成員出場。
2. ↑  先後演唱《男子女子（日语：男の子女の子）》、《林樆殺人事件》、《GOLDFINGER'99（日语：GOLDFINGER'99）》及《剪刀石頭布GO!!》共四曲。
3. ↑  成員SAKURA（宮脇咲良）過去曾作為HKT48的成員出場1次，並曾作為AKB48的成員出場3次。
4. 1 2  於CT-101攝影棚作直播演出。
5. ↑  演唱前先插入由部份Fighter Girls及6名乃木坂46成員（秋元真夏、與田祐希、金川紗耶、梅澤美波、山下美月、久保史緒里）合演，並配上歌曲《狐狸》的「狐狸舞（日语：きつねダンス）」。
6. ↑  過去曾代表白組出場5次。
7. ↑  除了原伴舞的Power Puff Boys 外，鄉裕美、JO1、SixTONES、NiziU全員及10名乃木坂46成員（岩本蓮加、阪口珠美、佐藤楓、中村麗乃、向井葉月、賀喜遙香、柴田柚菜、筒井彩萌、早川聖來、松尾美佑）亦參與共舞部份。
8. ↑  先後演唱了《Spinning World》、《Chocolate Disco》共2首。
9. ↑  成員YOSHIKI過去曾出場共11次，包括以X JAPAN成員身份代表白組出場8次、2018年與HYDE及莎拉·布萊曼的組合1次、及特別企劃2次；HYDE曾出場共6次，包括以L'Arc〜en〜Ciel成員身份代表白組5次、2018年與YOSHIKI及莎拉·布萊曼的組合1次；SUGIZO曾出場共9次，包括以LUNA SEA成員身份代表白組1次、及以X JAPAN成員身份代表白組出場8次；MIYAVI曾分別為SMAP及石川小百合共作2次伴奏演出。
10. ↑  於CT-102攝影棚作直播演出。
11. ↑  美音為《航海王劇場版：紅髮歌姬》中所登場的虛擬角色，也是首次有虛擬歌手出場紅白歌合戰。配音為名塚佳織，而負責歌唱部分的則為歌手Ado。
12. ↑  負責歌唱部分的Ado亦為初次出場紅白。
13. ↑  成員常田大希曾作為millennium parade的領軍者出場，總計出場3次。
14. ↑  於CT-101攝影棚作錄播演出。
15. ↑  《向星星許願》及《Jamboree Mickey!》為現場演唱；《你的願望將照亮世界》則預先在東京迪士尼海洋錄影。
16. ↑  成員張員瑛缺席表演。
17. ↑  只有加藤史帆、齊藤京子、佐佐木久美、金村美玖、河田陽菜（日语：河田陽菜）及上村日菜乃（日语：上村ひなの）共6人出演。
18. ↑  幾田莉拉過去曾以YOASOBI成員「ikura」之身份代表紅組出場1次。除了幾田莉拉之外，其他三位歌手均在本屆紅白有單獨演出。另外，NHK並沒有為本次合作附上登場次數，故幾田莉拉實際上只以嘉賓身份客席表演。
19. ↑  除《I Love You》之外，亦演唱了《高嶺的花子小姐（日语：高嶺の花子さん）》，共兩曲。
20. ↑  先後演唱了《嵐之素顔（日语：嵐の素顔）》及《黃砂吹拂（日语：黄砂に吹かれて）》共兩曲。
21. ↑  於CT-101攝影棚作錄播演出，但出場前的訪問則在CT-101現場進行。
22. ↑  過去曾代表白組出場17次，另擔任過紅白主持3次。
23. ↑  於CT-101攝影棚作錄播演出，但出場前的訪問則在CT-101現場進行。
24. ↑  過去曾代表白組出場22次。
25. ↑  過去曾代表紅組出場3次，另外2次則為特別企劃。
26. ↑  除 《Call me back》 之外，亦演唱了《畢業寫真（日语：卒業写真 (荒井由実の曲)）》，共兩曲。
27. ↑  先後演唱了《玻璃少年》、《Amazing Love》共兩曲。
28. ↑  過去於1985年代表白組出場1次；成員玉置浩二亦曾以獨唱身份分別代表白組以及特別企劃歌手各出場1次（共2次）。由於成員田中裕二已經離世，故只有四名成員參與演出。
29. ↑  之前先由玉置浩二獨唱《Melody》。全段均為錄播。
30. ↑  桑田佳祐過去曾以單獨歌手身份，擔任過2次特別企劃、一次錄播應援；又曾以樂隊南方之星成員身份代表白組出場3次及2次特別企劃；野口五郎曾代表白組出場11次；世良公則曾以樂隊Twist（日语：世良公則&ツイスト）成員身份代表白組出場2次；佐野元春及Char則為初出場。
31. ↑  於CT-101攝影棚錄播出演，演唱前先由桑田佳祐、世良公則、Char及野口五郎唱出加山雄三的《夜空之星》。

## 其他出演者
此處列出節目中主持人、出場歌手以外的演出人員。

### 審查員
共10人（五十音順）：
- 蘆田愛菜：演員。曾經以特別企劃的方式登場2011年紅白（62屆），本年度以17個代言榮登日本電視廣告代言人的冠軍。
- 黑柳徹子：主持人。過去曾經擔任5屆紅白的紅組主持，以及2015年紅白（66屆）的綜合主持。此次也是她第三度擔任紅白歌合戰的審查員。
- 西村宏堂：僧侶兼藝人。日本首位公開同志取向的和尚，並同時以LGBTQ活動家倡導和平訊息。本年度在NHK WORLD所出演的紀錄片「A Monk Who Wears Heels」在2022亞洲影藝創意大獎上獲得「BEST LIFESTYLE PROGRAMME」的提名。
- 羽生結弦：花式滑冰選手。本年宣布將轉型為職業花滑選手。此次是他繼2015年紅白（66屆）後再度擔任審查員。
- 坂東彌十郎（日语：坂東彌十郎）：歌舞伎演員。於NHK第61部大河劇《鎌倉殿的13人》飾演北條時政。
- 福原遙：演員。於本年秋季NHK晨間劇《飛舞吧！》飾演主角岩倉舞。
- 松本潤：演員、歌手。偶像團體「嵐」的成員。過去曾以「嵐」的身份出演過紅白12次，也擔任過5次紅白主持。於NHK第62部大河劇《怎麼辦家康》飾演主角德川家康。
- 村上宗隆：棒球運動員。本年度創下了連續五打席全壘打的紀錄。
- 森保一：日本國家足球隊主教練。在2022年國際足協世界盃中帶領日本隊先後戰勝了德國隊和西班牙隊並打入十六強。
- 吉田都（日语：吉田都）：新國立劇場舞蹈藝術總監。今年以親自指導的影片「A Prayer for PEACE」獲得關注。此次是她繼2006年紅白（57屆）後再度擔任審查員。

### 其他播出平台主持人
- 電視副聲道解說：朱古力星球（日语：チョコレートプラネット）（松尾駿、長田庄平（日语：長田庄平））、杉浦友紀（隸屬於NHK東京播報室）
- 電台解說：渡邊健太（日语：渡辺健太）、淺野里香（日语：浅野里香）（均隸屬於NHK東京播報室），其中淺野里香為連續兩年擔任電台解說。
- VTR解說：江口拓也、早見沙織

### 特別來賓
按出場次序
- 三谷幸喜：大河劇《鎌倉殿的13人》編劇，於小栗旬出場前以錄像方式應援。
- 小栗旬：《鎌倉殿的13人》中飾演主人翁北條義時。
- 長友佑都：職業足球員，入選並代表日本國家足球隊出戰卡塔爾世界盃；隷屬FC東京，於下半場開始時與主持大泉洋等人擔任一節客席主持時間。

### 企劃、應援、共演嘉賓
按出場次序
- 東京斯卡樂園管絃樂團：於節目開始時演奏開場曲，及為坂本冬美伴奏。
- 中山筋肉君（日语：なかやまきんに君）、高岸宏行（日语：高岸宏行）：搞笑藝人，於天童芳美演出作特別嘉賓。
- 花柳糸之：於天童芳美演出中擔任編舞。
- 花柳糸之社中（日语：花柳糸之社中）：舞蹈團體，於天童芳美演出中擔任伴舞。
- 安時的豬木（日语：アントキの猪木）（小松原裕）、一着先生（日语：どんぴしゃ）（森本德久，原Donpisha（どんぴしゃ）成員）、歌斯拉久山（日语：ゴジーラ久山）（久山哲司）、3點鐘女主角（日语：3時のヒロイン）（福田麻貴、上田奏）、小杉（杉山英司）、Dandy坂野（日语：ダンディ坂野）（坂野賢一）、哲and智（日语：テツandトモ）（中本哲也、石澤智幸）、優太郎（日语：ゆうたろう (ものまねタレント)）（林克享）：搞笑及模仿藝人，於鄉裕美演出中共演；另外橋本環奈亦與鄉裕美合唱《林樆殺人事件》。
- 梅棒（日语：梅棒）：舞蹈團體，於鄉裕美演出中擔任伴舞。
- 松丸亮吾：電視藝人、作家和遊戲製作人，於水森香織演出時擔任解謎出題及解說。
- 西田一生（日语：西田一生）：編舞家，為水森香織演出編舞。
- 九十九里背中舞者：為水森香織演出伴舞。
- Fighters Girl（日语：ファイターズガール）：日本職棒北海道日本火腿鬥士的在團啦啦隊，於山內惠介及日向坂46表演中出演。
- 前山田健一（ヒャダイン）：音樂製作人，為山內惠介的歌曲重新混音。
- Robert秋山（日语：秋山竜次）（秋山龍次）：搞笑團體Robert（日语：ロバート (お笑いトリオ)）成員及YouTuber，在JO1演出時扮演「白木善次郎」；在SEKAI NO OWARI及三山宏出場前扮演「久保地弘馬」等登場，另在節目期間進行「Creator File」環節。
- NHK交響樂團：為milet演出作錄音伴奏。
- Power Puff Boys（パワーパフボーイズ）：三人舞蹈團體，於SEKAI NO OWARI表演中共演及伴舞，自《Habit》MV推出以來一直都是指定伴舞者。
- 黑島結菜：演員，晨間劇《心胸咚咚》主人翁，於三浦大知演出作特別嘉賓。在未公佈本年度主持名單前，基於過往晨間劇女主角大都慣例擔任紅白主持而曾被視為大熱人選，但最終因劇集口碑欠佳而落選[5][7]。
- 花江夏樹、小西克幸：於「鬼滅之刃 遊郭篇」中分別擔任「竈門炭治郎」及「宇髓天元」的配音，於Aimer演出中聲音出演。
- EBATO：於坂本冬美美演出中擔任編舞。
- 秋田市竿燈會、東京唐津宮日久敬社、郡上八幡Campaignmate、高圓寺阿波踊連協會「江戶之子連」、東京夜來祭團體「燦 -SUN-」、東龍俱樂部、博多民誦協會、琉球國節日太鼓：於坂本冬美美演出中共演。
- 路飛（田中真弓配音）：日本漫畫《ONE PIECE》中的男主角，在美音演出前應援。
- DJ KOO（日语：DJ KOO）（TRF成員）、zoomadanke（：兒玉健（日语：児玉健）、Easy（飯島廣紀））、劍玉千葉：連同JO1的成員豆原一成、BE：FIRST成員SOTA（島雄壯大）、哲and智成員石澤智幸一同參與三山宏的劍玉企劃。其中豆原為1號、SOTA為2號、兒玉健為3號、千葉為6號、DJ Koo為8號、智為9號、Easy為126號。
- BOBO（堀川裕之，前54-71（日语：54-71）成員）、Merlyn Kelly、hanna：為milet×Aimer×幾田莉拉×Vaundy演出作伴奏。
- 鴕鳥俱樂部（肥後克廣（日语：肥後克広）、寺門義人（日语：寺門ジモン））、有吉弘行：搞笑藝人，與純烈共同演唱《像白雲一樣》。
- 木村心美（Cocomi）：長笛家，木村拓哉與工藤靜香的大女，於工藤靜香表演《黃砂吹拂》中擔任伴奏。
- RIEHATA（日语：RIEHATA）：編舞家，為King & Prince編舞。
- 小室哲哉：於篠原涼子演出時作伴奏。
- 山下達郎：於 KinKi Kids 出場前作錄播應援。
- 大友康平（日语：大友康平）（HOUND DOG）、原由子（南方之星成員，桑田佳祐妻子）、濵田郁未（日语：ハマ・オカモト）（；OKAMOTO'S（日语：OKAMOTO'S）成員）：於桑田佳祐企劃中以支援成員共演。
- 都倉俊一：於結果發表前、全體演唱《螢之光》時擔任指揮。

### 其他
- 麻布大學野鳥研究部成員：於場館內協助點算現場觀眾的投票數目。

## 收視率
關東地區的前半部收視率相比前一年下降0.3%，後半部收視率上升1.0%，是連續兩年前半部、後半部均無法達至40%。後半部收視率是歷代第二低（第一低是去年第72回的34.3%）。
| 地區 | 前半部 | 後半部 |
| ---- | ------ | ------ |
| 關東 | 31.2%  | 35.3%  |
| 關西 | 30.2%  | 36.7%  |

## 外部連結
- 官方網站 （页面存档备份，存于）
- 的X（前Twitter）
- 的Instagram帳戶